# 252 East 57th Street
252 East 57th Street ist ein Wolkenkratzer in Manhattan in New York City. Der Wohnturm ist Teil eines Gebäudekomplexes mit gemischter Nutzung sowie Teil der Billionaires’ Row und wurde nach seiner Adresse benannt.

## Beschreibung

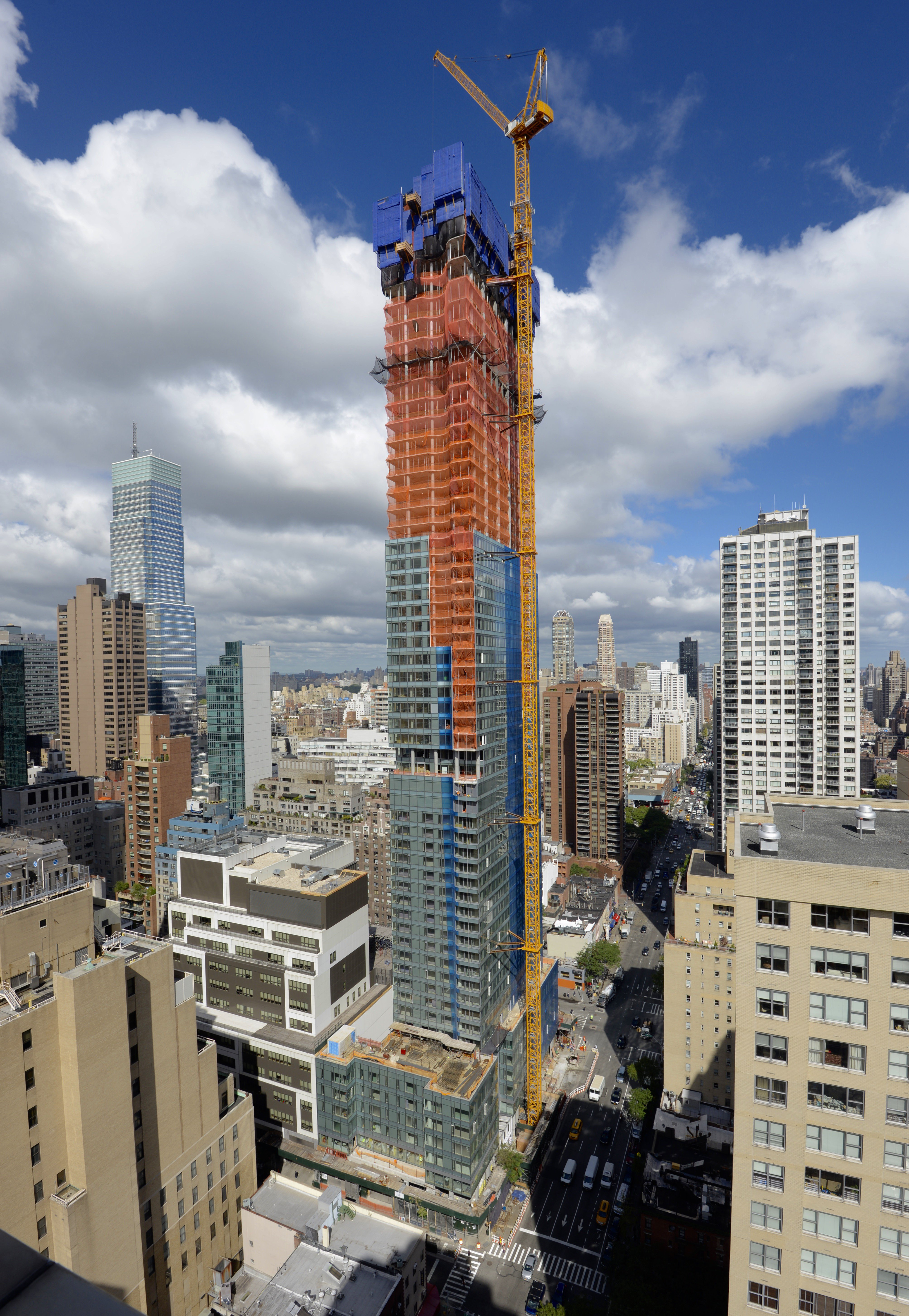
Der Turm während seiner Errichtung im März 2016

Das Gebäude befindet sich in Midtown Manhattan im Stadtteil Turtle Bay (Midtown East) an der Westseite der Second Avenue zwischen der East 56th und East 57th Street. Östlich steht schräg gegenüber das 147 m hohe Apartmenthochhaus Excelsior. Zwei Blocks nördlich befinden sich die Auffahrt zur in den Stadtbezirk Queens führenden Queensboro Bridge sowie die Station der Seilbahn Roosevelt Island Tramway, die die Insel Roosevelt Island mit Manhattan verbindet.
Der aus dem Wohnturm, zwei Schulen und Einzelhandelsflächen bestehende Komplex wurde ab 2006 von World Wide Group und Rose Associates gemeinsam mit der Educational Construction Fund projektiert und vom Architekturbüro Skidmore, Owings and Merrill (SOM) entworfen. Im Sommer 2010 begannen die Bauarbeiten, die sich in zwei Phasen gliederten:
- Phase I – Abriss der alten Schule und anschließend Bau eines neuen Schulgebäudes mit zwei Schulen. Dieses wurde bereits Ende 2012 fertiggestellt.
- Phase II – Bau des Wohnturms, welcher 2013 begann. Am 10. Oktober 2015 erreichte der Wolkenkratzer sein Endhöhe und er wurde Ende Oktober 2016 eröffnet.

Der Wolkenkratzer ist 217,9 Meter (715 Fuß) hoch und zählt 65 Stockwerke, in denen im unteren Teil 169 Mietwohnungen und ab der 36. Etage 95 luxuriösen Eigentumswohnungen untergebracht sind. Der Turm hat eine aus sechs Glasarten bestehende Glasfassade mit kurvigem Einschnitt an jeder Seite, die mit steigender Höhe bis zum Dach allmählich breiter werden. Dieses gebogene Glasdesign basiert auf Aalto-Vase des finnischen Designerpaars Aino und Alvar Aalto aus dem Jahr 1936. Den Abschluss bildet ein Flachdach. An der Nord- und Südseite besitzt der Turm erkerförmige Balkone. Die Innenräume und die Eigentumswohnungen wurden vom Innenarchitekt Daniel Romualdez gestaltet. Die Eingänge für die Wohnungen und den Geschäften befinden sich in der 57th Street und in der 2nd Avenue, während die Schulen über die ruhigen Seitenstraßen zugänglich sind. Das Gebäude bietet seinen Bewohnern eine Aufenthaltslounge in der 34. Etage, ein Theater, ein privates Spa, einen 23 Meter (75 Fuß) langen Innenpool und eine private Porte Cochère in der 56th Street, an die ein automatisierter Parkraum für 60 Fahrzeuge angeschlossen ist.